# بنجامين بروستر (رجل أعمال)
بنجامين بروستر (بالإنجليزية: Benjamin Brewster)‏ هو شخصية أعمال أمريكي، ولد في 30 يونيو 1828، وتوفي في 23 أغسطس 1897.